# Keith Self
Keith Alan Self (Filadelfia, 20 marzo 1953) è un politico statunitense, membro della Camera dei Rappresentanti per lo stato del Texas dal 2023.

## Biografia
Nato in un ospedale militare di Filadelfia, Self frequentò la United States Military Academy e successivamente prestò servizio nell'esercito dal 1975 al 1999. Fu membro dei berretti verdi e del corpo degli United States Army Rangers, prestando servizio in Qatar, Egitto, Afghanistan, Germania e Belgio. Fu richiamato in servizio tra il 2002 e il 2003, congedandosi infine col grado di tenente colonnello. Fu poi county judge della contea di Collin dal 2007 al 2018.
Militante del Partito Repubblicano, nel 2002 si candidò alla Camera dei Rappresentanti ma non riuscì ad avanzare al ballottaggio nelle primarie, che vennero poi vinte dal futuro deputato Michael C. Burgess.

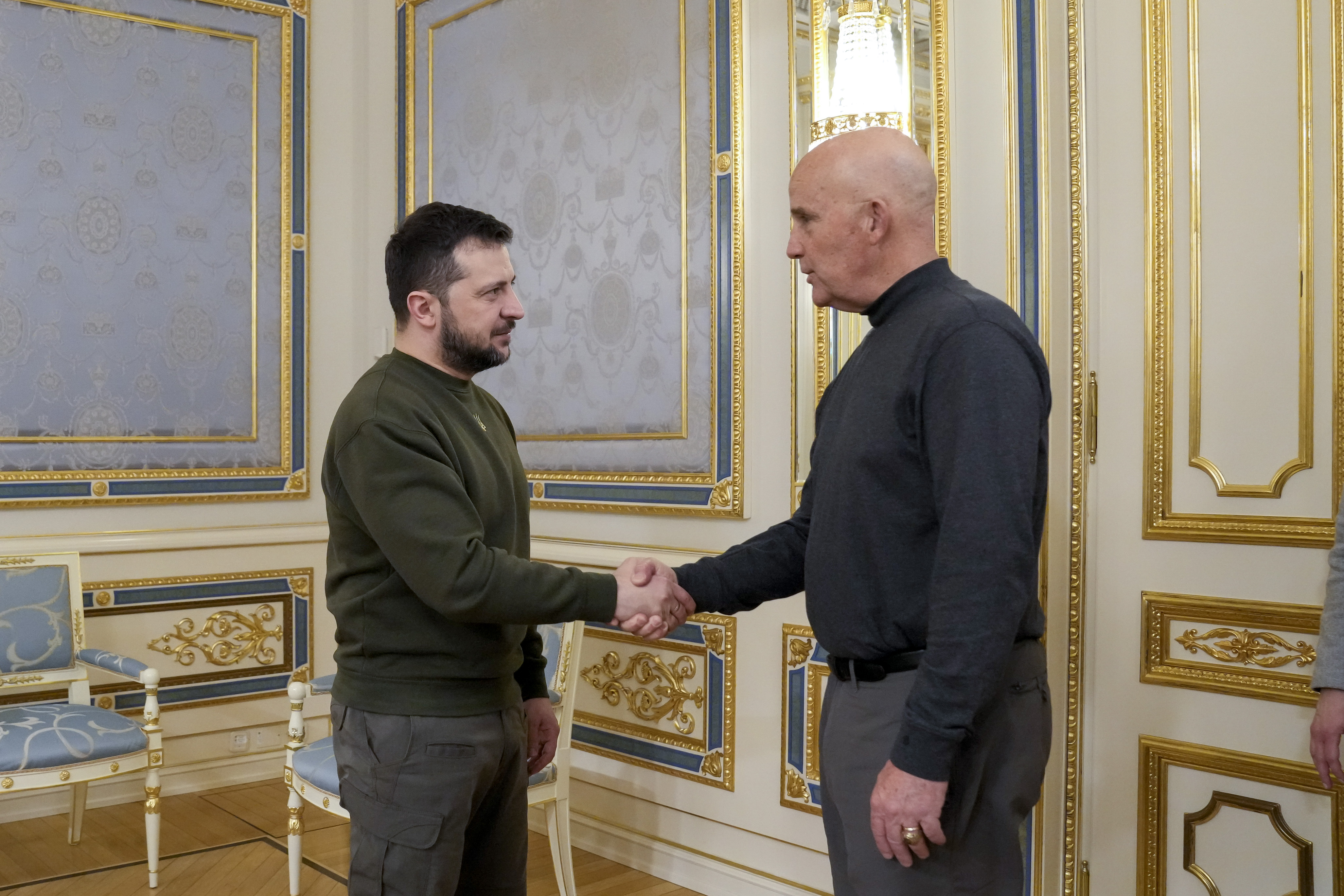
Self nel 2023 incontra Volodymyr Zelens'kyj

Vent'anni dopo, nel 2022, Self si candidò nuovamente per un seggio della Camera, sfidando nelle primarie il deputato in carica Van Taylor. Giunse secondo nelle primarie, avanzando al ballottaggio con lo stesso Taylor; tuttavia, quest'ultimo annunciò il proprio ritiro dalla corsa in seguito ad uno scandalo personale, di conseguenza Self ottenne la nomination repubblicana. Nelle elezioni generali, sconfisse l'avversario democratico e divenne così deputato.
Il Washington Post incluse Keith Self tra i negazionisti dei risultati delle presidenziali del 2020. Si oppose inoltre all'obbligatorietà del vaccino anti-COVID-19
Durante la campagna elettorale del 2022, alla domanda su quali fossero le priorità per il suo distretto, Self rispose: "Sfide di crescita come i trasporti, la proliferazione di spettacoli di drag queen che prendono di mira i bambini (ho restituito una donazione PAC a un'azienda che ne ha sponsorizzato uno) e la droga che scorre nella nostra zona oltre confine".
Nel mese di maggio del 2023, un uomo armato con un fucile semiautomatico irruppe in un centro commerciale ad Allen, nel distretto rappresentato da Self, uccidendo nove persone, tra cui dei bambini. Nei giorni successivi fecero scalpore i commenti di Self rispetto alle persone che non credono che le preghiere fermeranno la violenza; il deputato li aveva infatti definiti "persone che non credono in un Dio onnipotente, che ha assolutamente il controllo delle nostre vite". Self sostenne che Allen fosse una "zona molto sicura" e bollò le richieste di innalzare l'età consentita per il possesso di fucili d'assalto "una reazione istintiva che non ferma i criminali". Appoggiò l'idea di dotare il personale scolastico di armi da fuoco e affermò che la preghiera e il finanziamento di programmi di salute mentale fossero un rimedio migliore per le sparatorie di massa rispetto alle politiche sul controllo delle armi. Shannon Watts, fondatrice dell'associazione Moms Demand Action (nata in seguito al massacro alla Sandy Hook Elementary School), rispose all'onorevole Self citando la Lettera di Giacomo: "La fede senza le opere è morta. Le preghiere senza azione sono vuote".